# Matriz de Camaragibe
Matriz de Camaragibe est une municipalité brésilienne dans l'État de l'Alagoas.